# سیارک ۱۲۳۹۸
سیارک ۱۲۳۹۸ (به انگلیسی: 12398 Pickhardt، نامگذاری:1995KJ3) دوازده هزار و سیصد و نود و هشتمین سیارک کشف شده‌است که در ۲۵ مه ۱۹۹۵ کشف شد.
قدر مطلق سیارک برابر ۹.۳ است.